# Aviatik D.I
Aviatik D.I (též Berg D.I či Aviatik-Berg D.I) byl jednou z nejlepších stíhaček, které byly za I. světové války ve výzbroji rakousko-uherského letectva. Překonávaly je zřejmě jedině v licenci stavěné stroje Albatros (Oeffag) D.III, které se od původních německých Albatrosů lišily zesílenou konstrukcí, takže na rozdíl od svého vzoru v nejmenším netrpěly pevnostními problémy.
Stroj byl dílem šéfkonstruktéra firmy, kterým byl Ing. Julius von Berg. Konstrukce prototypů Aviatik 30.19, Aviatik 30.20 a Aviatik 30.21 navazovala na zkušenosti získané na prototypu 30.14. Stroj 30.21, zalétaný začátkem roku 1917, se od budoucích sériových strojů lišil už jen v detailech.

## Výroba
Sériová výroba probíhala jednak u mateřské firmy, jednak u dalších pěti výrobců v licenci:
- Aviatik D.I (série 38, 138, 238 a 338)
- Jakob Lohner (série 115 a 315)
- Lloyd (série 48, 248 a 348)
- Thöne und Fiala (série 101 a 201)
- MÁG (série 92)
- WKF (série 84, 184, 284 a 384)

## Specifikace (D.I, série 338)

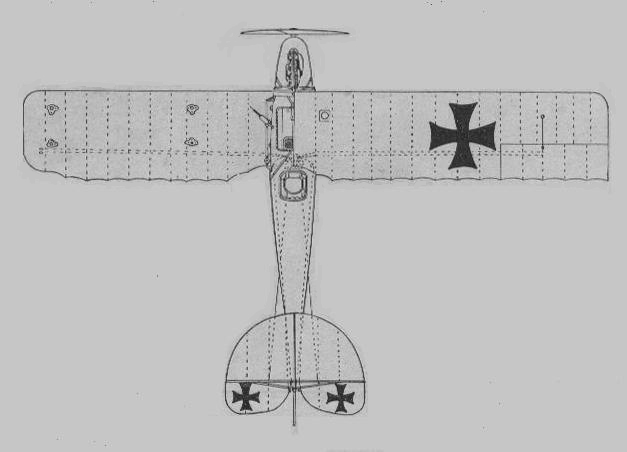
Půdorys Aviatiku D.I

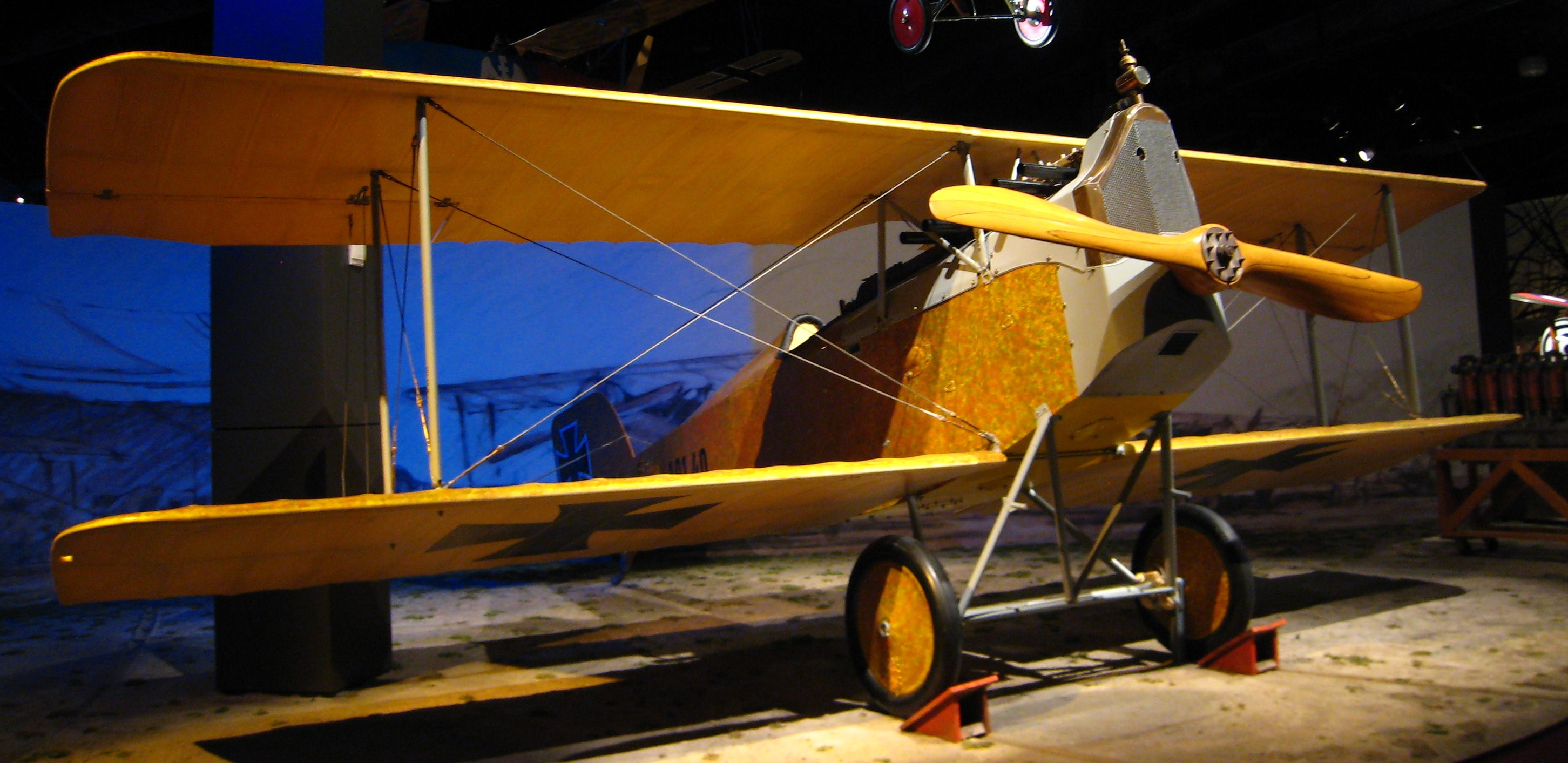
Aviatik D.I

### Technické údaje
- Osádka: 1 (pilot)
- Rozpětí: 8,00 m
- Délka: 6,95 m
- Výška: 2,48 m
- Nosná plocha: 21,80 m²
- Hmotnost prázdného letounu: 638 kg
- Vzletová hmotnost: 912 kg
- Pohonná jednotka: 1 × kapalinou chlazený stojatý řadový šestiválec Austro-Daimler 6
  - Výkon motoru: 225 k (165 kW)

### Výkony
- Maximální rychlost: 204 km/h
- Dostup: 6150 m
- Čas výstupu do výšky:
  - 1000 m ÷ 1 min 7 sec
  - 5000 m ÷ 26 min 5 sec
- Vytrvalost: 1 hodina 30 minut

### Výzbroj
- 2 × synchronizovaný kulomet Schwarzlose M.07/12 ráže 8 mm